# Divine Intervention
Divine Intervention är Slayers sjätte studioalbum, utgivet den 3 oktober 1994. Det är det första albumet med trummisen Paul Bostaph.
Låten "SS-3" beskriver mordet på Böhmen-Mährens riksprotektor Reinhard Heydrich 1942. 
Seriemördaren Jeffrey Dahmers sinne framställs i låten "213". (213 var rumsnumret på Dahmers lägenhet i Oxford apartments i Milwaukee i Wisconsin.) En strof lyder "The excitement of dissection is sweet, my skin crawls with orgasmic speed".

## Låtförteckning
| Nr  | Titel               | Text                                | Musik               | Längd |
| --- | ------------------- | ----------------------------------- | ------------------- | ----- |
| 1.  | Killing Fields      | Tom Araya                           | Kerry King          | 3:57  |
| 2.  | Sex. Murder. Art.   | Araya                               | King                | 1:50  |
| 3.  | Fictional Reality   | King                                | King                | 3:38  |
| 4.  | Dittohead           | King                                | King                | 2:31  |
| 5.  | Divine Intervention | Araya, Hanneman, King, Paul Bostaph | Jeff Hanneman, King | 5:33  |
| 6.  | Circle of Beliefs   | King                                | King                | 4:30  |
| 7.  | SS-3                | Hanneman                            | Hanneman, King      | 4:07  |
| 8.  | Serenity in Murder  | Araya                               | Hanneman, King      | 2:36  |
| 9.  | 213                 | Araya                               | Hanneman            | 4:52  |
| 10. | Mind Control        | Araya, King                         | Hanneman, King      | 3:04  |